# Paulo Borges (político)
Paulo Roberto Dornelles Borges ou simplesmente Paulo Borges (Porto Alegre, 28 de fevereiro de 1965) é um jornalista, redator e político brasileiro filiado ao Partido da Social Democracia Brasileira (PSDB).

## Biografia
Paulo Borges trabalhou praticamente 10 anos na RBS TV, apresentando o boletim meteorológico nos telejornais, devido seu trabalho ficou conhecido como Paulo Borges, o Homem do Tempo.

## Carreira política
Nas eleições estaduais de 2006, foi eleito deputado estadual pelo PFL, conseguindo 113.151 votos.
Foi líder de bancada do Democratas, vice-presidente da Comissão de Ética, vice-presidente da CPI dos Pedágios e titular de duas comissões técnicas permanentes no período de 2007 a 2010: Comissão de Educação, Cultura, Desporto, Ciência e Tecnologia e Comissão de Saúde e Meio Ambiente.
Nas eleições estaduais de 2010, concorreu novamente ao cargo de deputado estadual pelo DEM, conseguindo 36.751 votos e sendo reeleito.
Ainda em 2010, foi um dos Deputados Estaduais do Rio Grande do Sul que votou a favor do aumento de 73% nos próprios salários em dezembro, fato esse que gerou uma música crítica chamada "Gangue da Matriz" composta e interpretada pelo músico Tonho Crocco, que fala em sua letra os nomes dos 36 deputados (inclusive o de Paulo Borges) que foram favoráveis a esse autoconcedimento salarial; Giovani Cherini como presidente da Assembleia Legislativa do Rio Grande do Sul na ocasião entrou com uma representação contra o músico, Cherini falou que era um crime contra honra e o título era extremamente agressivo e fazia referência a criminosos que mataram o jovem Alex Thomas, na época Adão Villaverde que se tornou o sucessor na presidência da Assembleia Legislativa, expressou descontentamento discordando da decisão de Cherini, mas em agosto do mesmo ano o próprio Giovani Cherini ingressou com petição pedindo o arquivamento contra o músico com a alegação que não era vítima no processo (seu nome não aparecia na letra, pois como presidente do parlamento gaúcho na ocasião não podia votar) e que defendia a liberdade de expressão, na época Tonho recebeu apoio de uma loja que espalhou 20 outdoors pela capital Porto Alegre e também imenso apoio por redes sociais.
Nas eleições estaduais de 2014, concorreu novamente ao cargo de deputado estadual pelo DEM, conseguindo 13.716 votos e ficando como suplente.
Nas eleições municipais de Porto Alegre em 2020, concorreu a vereador pelo PSDB, conseguindo 618 votos.

## Desempenho eleitoral
| Ano  | Eleição                       | Cargo             | Partido | Votos         | Resultado |
| ---- | ----------------------------- | ----------------- | ------- | ------------- | --------- |
| 2006 | Estadual do Rio Grande do Sul | Deputado Estadual | PFL     | 113.151 votos | Eleito    |
| 2010 | Estadual do Rio Grande do Sul | Deputado Estadual | DEM     | 36.751 votos  | Reeleito  |
| 2014 | Estadual do Rio Grande do Sul | Deputado Estadual | DEM     | 13.716 votos  | Suplente  |
| 2020 | Municipal de Porto Alegre     | Vereador          | PSDB    | 618 votos     | Suplente  |